# ADESPROC Libertad
ADESPROC LIbertad es una institución cuyas siglas significan Asociación de Desarrollo Social y Promoción Cultural, nació en 1996en la ciudad de La Paz, Bolivia, posteriormente tuvo presencia  en otras ciudades del país. Son un referente de las poblaciones GLBT a nivel nacional. 
Sus ejes de trabajo son Derechos de la población GLBT, salud sexual y reproductiva e incidencia política. Son parte de la Coalición Boliviana de Organizaciones LGBT, del Pacto Nacional por la despenalización del aborto,  la Mesa Nacional de Derechos Sexuales y Reproductivos y del Consejo Ciudadano de Diversidades Sexuales y de Género de La Paz, entre otros. 

## Historia
El hito que marcó su inicio es un desalojo violento y arrestos realizados 1995 por la policía a 120 personas en el bar "Cherries", lugar conocido por albergar personas de la comunidad GLTB, fue un atentado con trasfondo lgbtfóbico y criminalizante. A partir de este tipo de hechos es que personas de la población GLBT comenzó a organizarse hasta llegar a fundar ADESPROC.